# Kwon Hyun-bin
Kwon Hyun-bin (권현빈?, 權炫鑌?, Gwon hyeon-binLR, Kwŏn HyŏnpinMR; Seul, 4 marzo 1997) è un cantautore, rapper, attore e modello sudcoreano.

## Discografia

### EP
- 2019 – Dimension

## Filmografia

### Televisione
- Borg Mom (2017)[2]
- Part-Time Idol (2017)[3]
- The World of my 17 (2020)
- Pandora - Al di là del Paradiso (판도라: 조작된 낙원?, Pandora: Jojakdoe nag-wonLR) – serie TV (2023)

### Variety Show
- Produce 101 (2017)[4]
- Travel Report (2017)[5]
- Live a Nice Life (2018)[6]
- Dunia: Into a New World (2018)[4]
- Try It (2019)[7]
- Kwon Hyun-bin Begins (2019)[8]

### Apparizioni nei video musicali
- I've Got A Feeling delle S.I.S